# ليزلي ميلن
ليزلي ميلن (بالإنجليزية: Leslie Milne)‏ هي لاعب هوكي الحقل أمريكية، ولدت في 17 أكتوبر 1956 في فرامينغهام في الولايات المتحدة.

## وصلات خارجية
- ليزلي ميلن على موقع أوليمبيديا (الإنجليزية)